# Partito dei Comunisti Italiani
 Der er for få eller ingen kildehenvisninger i denne artikel, hvilket er et problem. Du kan hjælpe ved at angive troværdige kilder til de påstande, som fremføres i artiklen.

Partito dei Comunisti Italiani («Partiet av italienske kommunister», PdCI) er et italiensk politisk parti. Partiet blev dannet i 1998 af en udbrydergruppe fra Rifondazione Comunista.
I det italienske parlamentsvalget i 2006 var partiet en del af den vindende alliance l'Unione som blev ledet af Italias tidligere statsminister Romano Prodi. Partiet fik 16 af 640 mandat i deputeretkammeret.
| Politik | Spire Denne artikel om politik og ideologi er en spire som bør udbygges. Du er velkommen til at hjælpe Wikipedia ved at udvide den. |